# Ichthyoxenus fushanensis
Ichthyoxenus fushanensis är en kräftdjursart som beskrevs av Tsai och Dai 1999. Ichthyoxenus fushanensis ingår i släktet Ichthyoxenus och familjen Cymothoidae. Inga underarter finns listade i Catalogue of Life.